# Sörby socken, Västergötland
Sörby socken i Västergötland ingick i Vilske härad, ingår sedan 1974 i Falköpings kommun och motsvarar från 2016 Sörby distrikt.
Socknens areal är 14,03 kvadratkilometer varav 14,02 land. År 2000 fanns här 523 invånare. En del av tätorten Floby samt kyrkbyn Sörby med sockenkyrkan Sörby kyrka ligger i socknen.

## Administrativ historik
Socknen har medeltida ursprung. 
Vid kommunreformen 1862 övergick socknens ansvar för de kyrkliga frågorna till Sörby församling och för de borgerliga frågorna bildades Sörby landskommun. Landskommunen uppgick 1952 i Vilske landskommun som 1974 uppgick i Falköpings kommun. Församlingen uppgick 2006 i Floby församling.
Den 1 januari 2016 inrättades distriktet Sörby, med samma omfattning som församlingen hade 1999/2000.  Socknen har tillhört län, fögderier, tingslag och domsagor enligt vad som beskrivs i artikeln Vilske härad. De indelta soldaterna tillhörde Skaraborgs regemente, Vilska kompani och Västgöta regemente, Laske kompani.

## Geografi
Sörby socken ligger väster om Falköping. Socknen är en odlad slättbygd med inslag av skog.
Socknen gränsar till socknarna Floby, Gökhem, Göteve, Trävattna och Ullene.
I socknen finns bäckarna Grisslebäck, Smältebäcken, Stensbackabäcken och Storebrobäcken. Socknens två vattenspeglar Torrevalla damm och Torpasjön är båda anlagda.

## Fornlämningar
I Sörby sockens östligaste del finns en gånggrift kallad Häggaröret (RAÄ-nr Sörby 25:1) från mitten av bondestenåldern. Vidare finns två hällkistor från slutet av bondestenåldern i socknen. Från bronsåldern finns sex gravrösen, varav det mest kända är Faxe rör (RAÄ-nr Sörby 3:1) utmed Trävattnavägen i socknens västligaste del. Faxe rör är 20 m i diameter och 1,6 m högt, samt omges av socknens största järnåldersgravfält. Från järnåldern finns nio domarringar och bortåt 80 stensättningar i socknen.

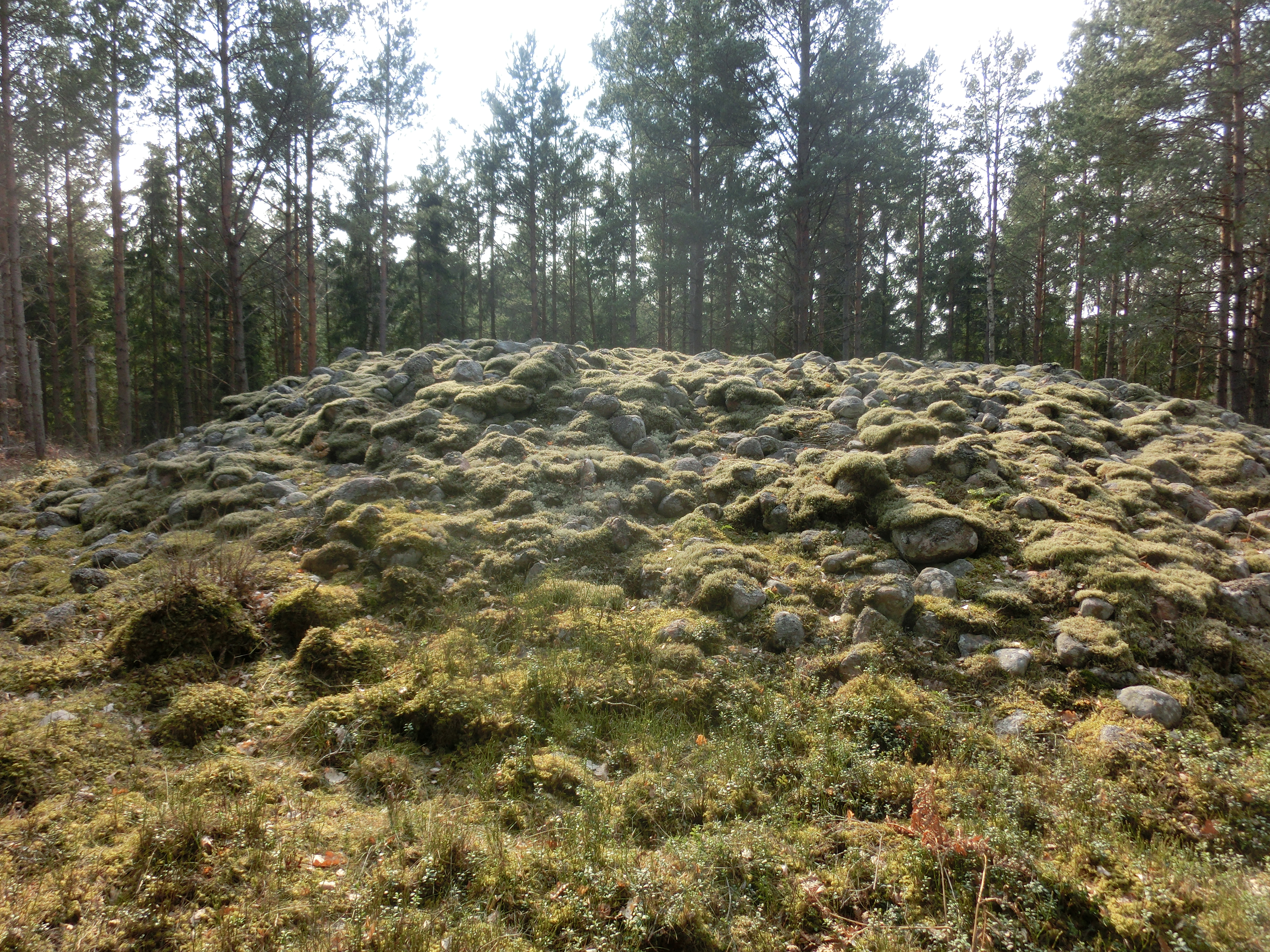
Bronsåldersröset Faxe rör i västligaste delen av socknen.
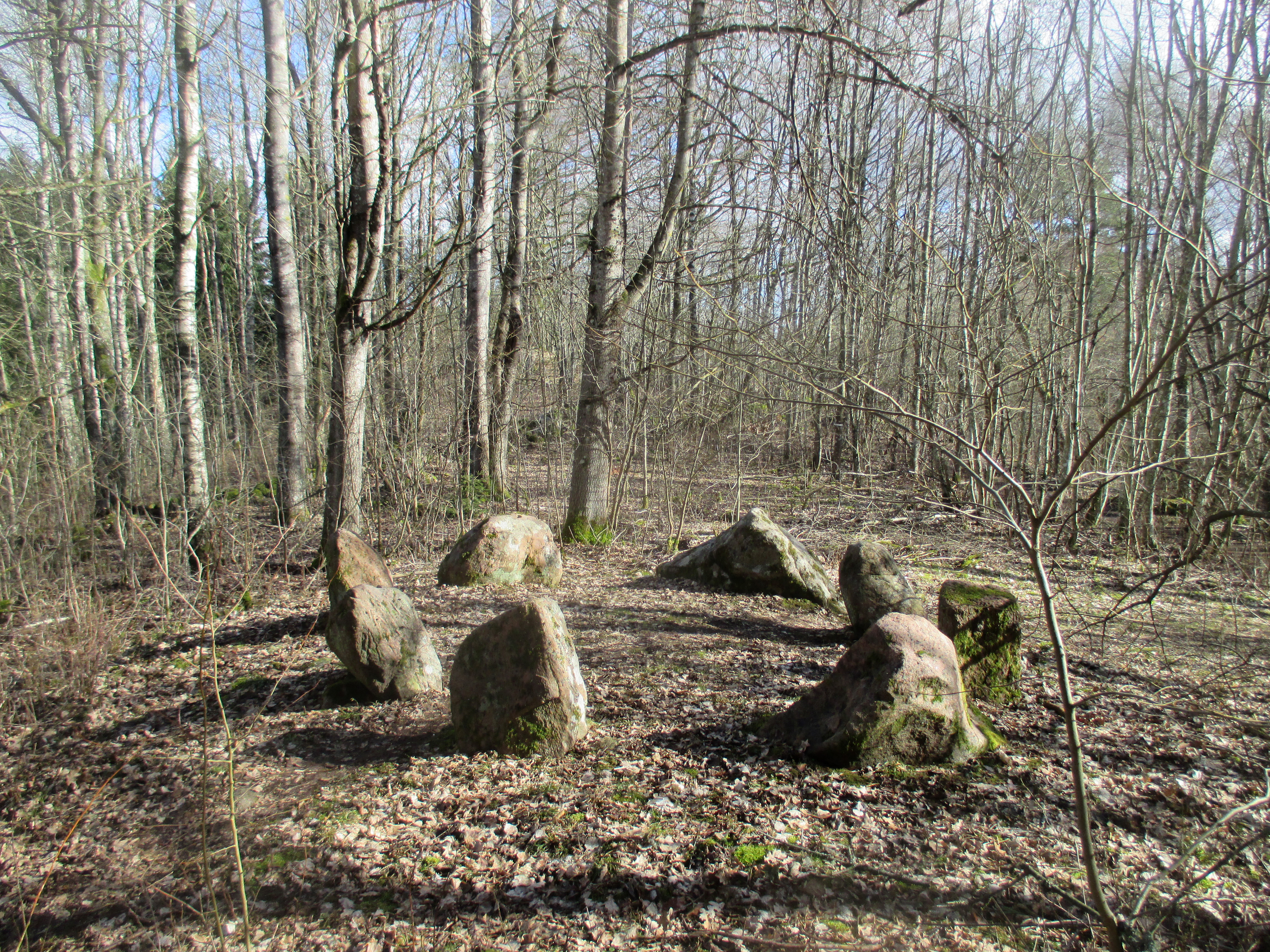
Domarringen på Lellinges backar strax norr om Väsmestorps naturreservat.
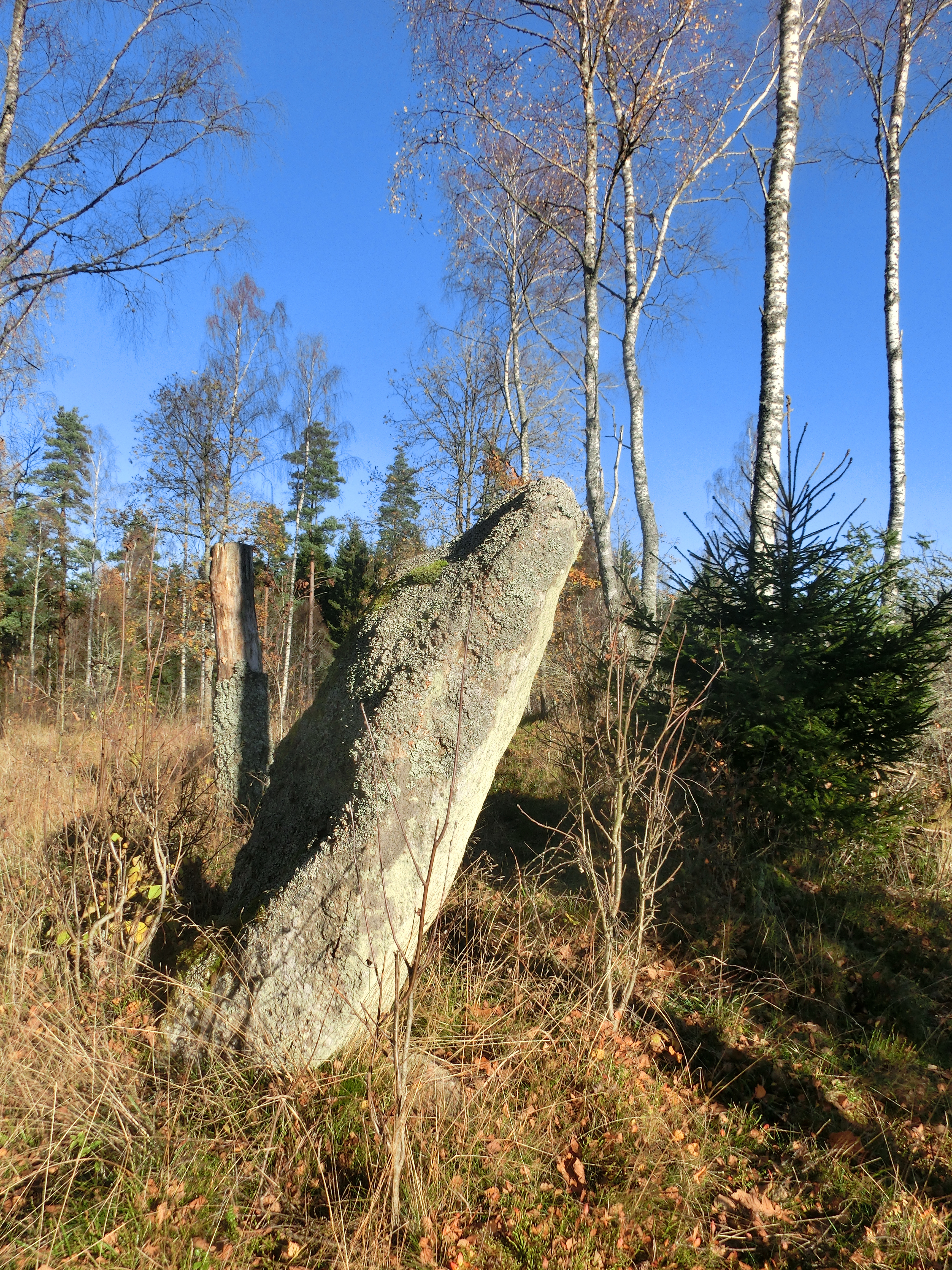
Hallabo solsten finns på Sörby slätter.
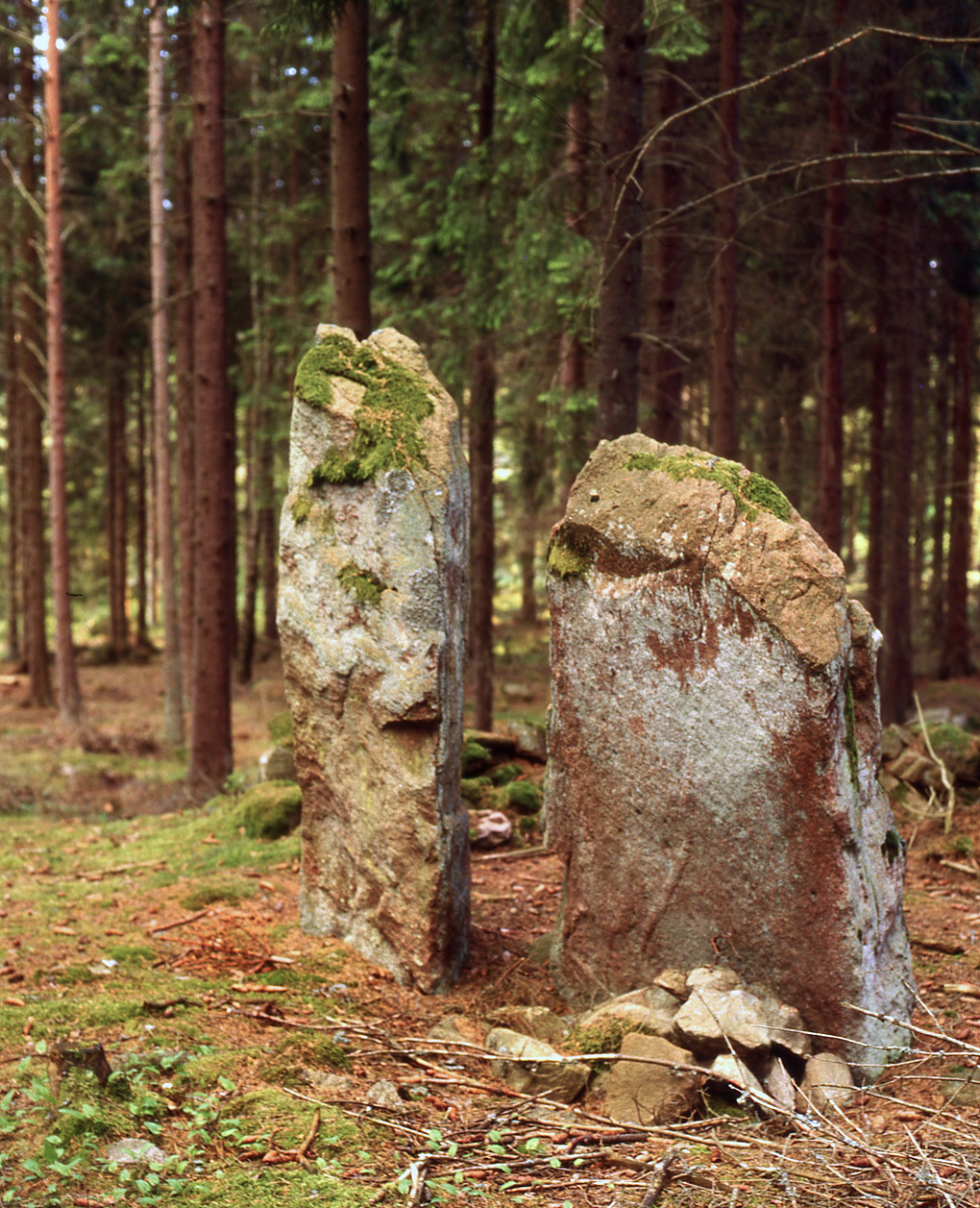
Torpa solstenar långt ner i Sörbymarkerna.

## Namnet
Namnet skrevs 1305 Sörby och kommer från kyrkbyn. Namnet innehåller sör, 'gyttja, smuts' och by, 'gård; by'. Namnet tros syfta på sankmarkerna norr om kyrkbyn.

## Socknens delar

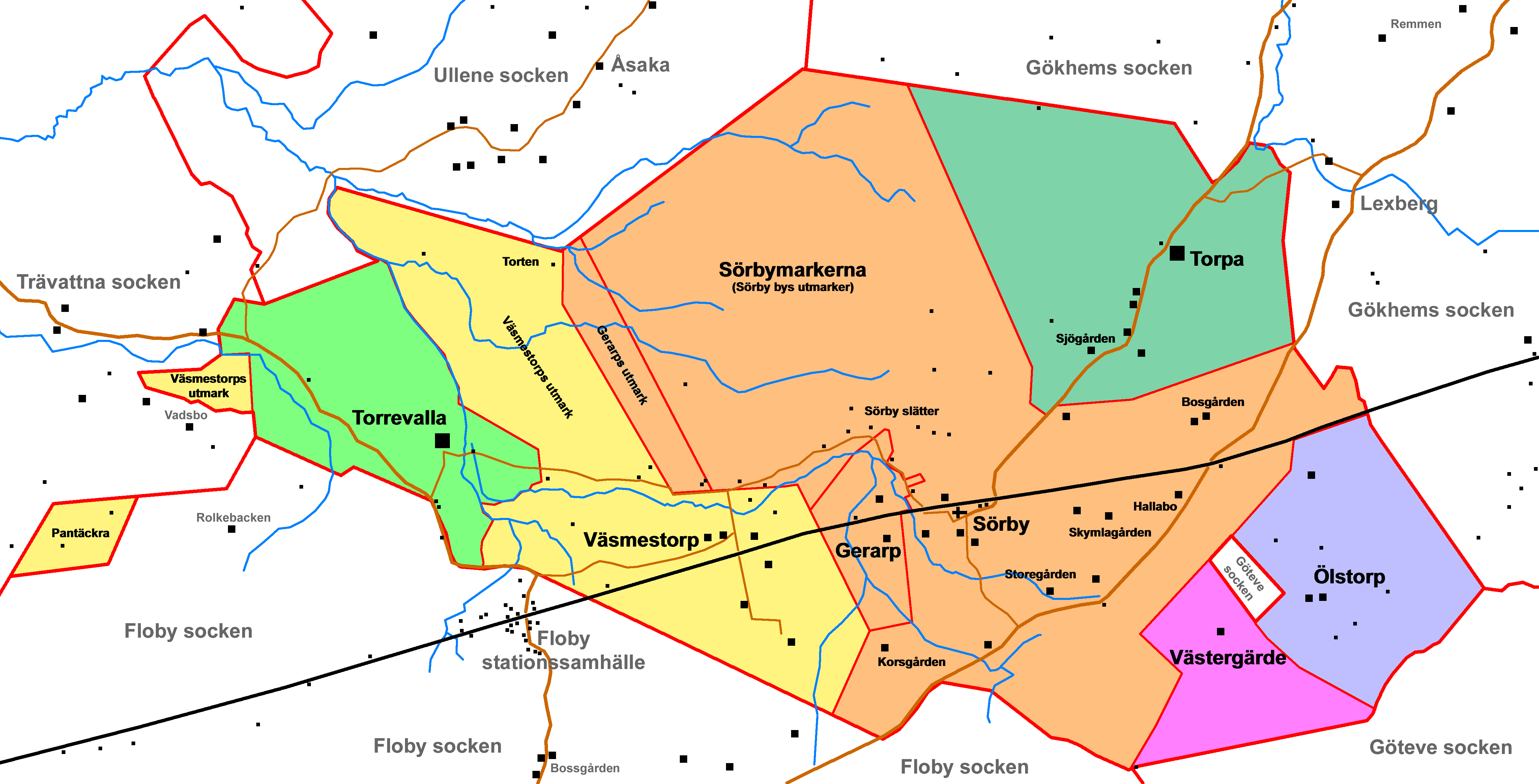
Sörby socken med dess olika byar kring 1880.

### Torrevalla
I sockens västra del finns säteriet Torrevalla, vilket omfattat 115 hektar. Torrevalla nämns tidigast på 1400-talet och gårdens fornsvenska namn bör ha varit Thorvälle. Ursprungligen var Torrevalla ett klosterhemman. De tidigast kända ägarna var ryttmästaren Sigge Arvidsson och hans son landshövdingen Carl Siggesson Rosendufva i mitten av 1600-talet. På 1680-talet ägdes säteriet av Maria Eufrosyne av Pfalz, maka till rikskanslern Magnus Gabriel De la Gardie. Under senare delen av 1700-talet innehades gården av släkten Hierta av Sveneby. Idag ägs Torrevalla ägor av Falköpings kommun. Strax sydöst om gården ligger Torrevalla damm, som är en gammal kvarndamm anlagd runt 1645 av Carl Siggesson Rosendufva. Idag är det dock oftast det moderna villaområdet öster om dammen man syftar på när man talar om Torrevalla.

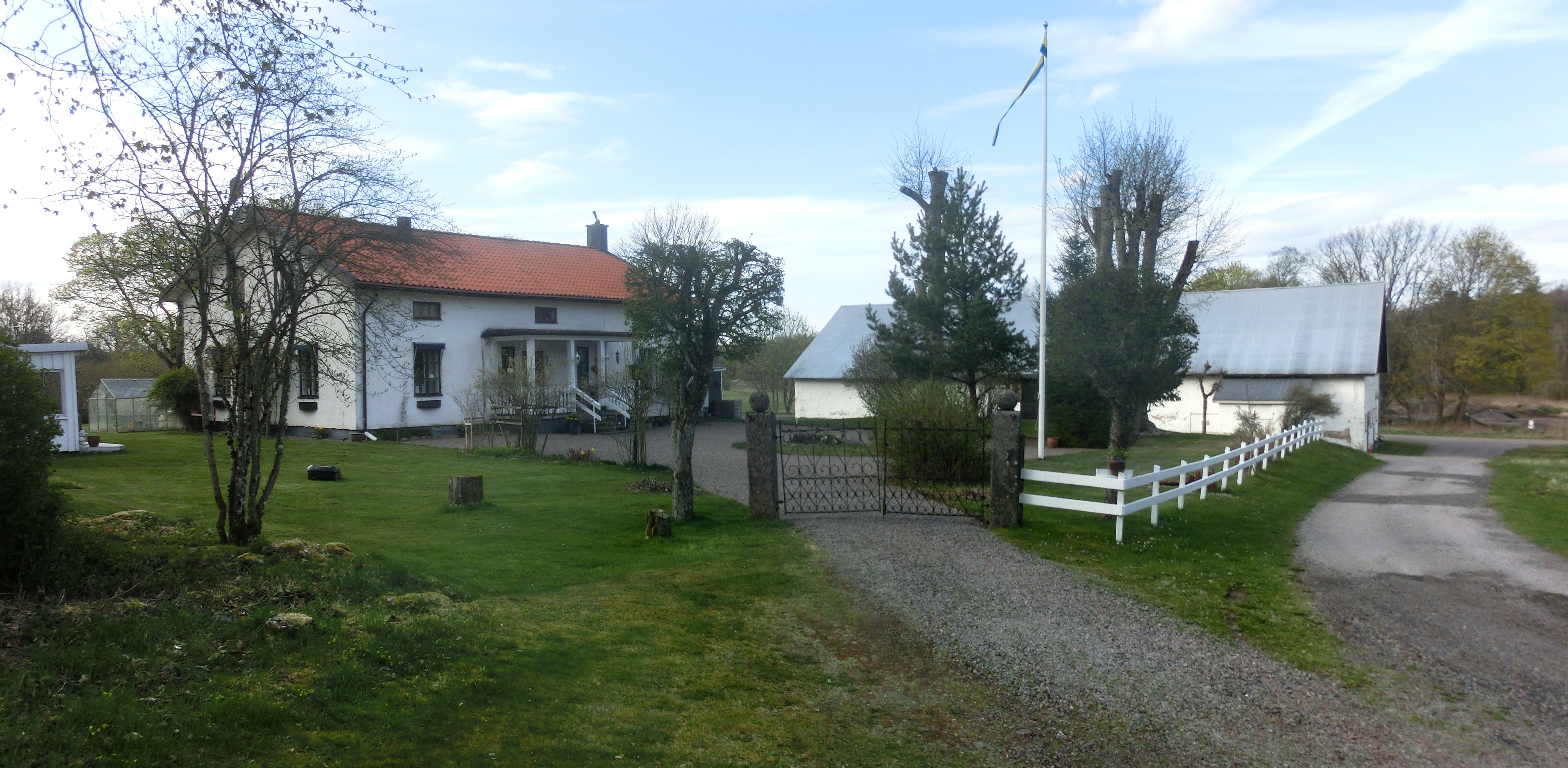
Torrevalla gård.
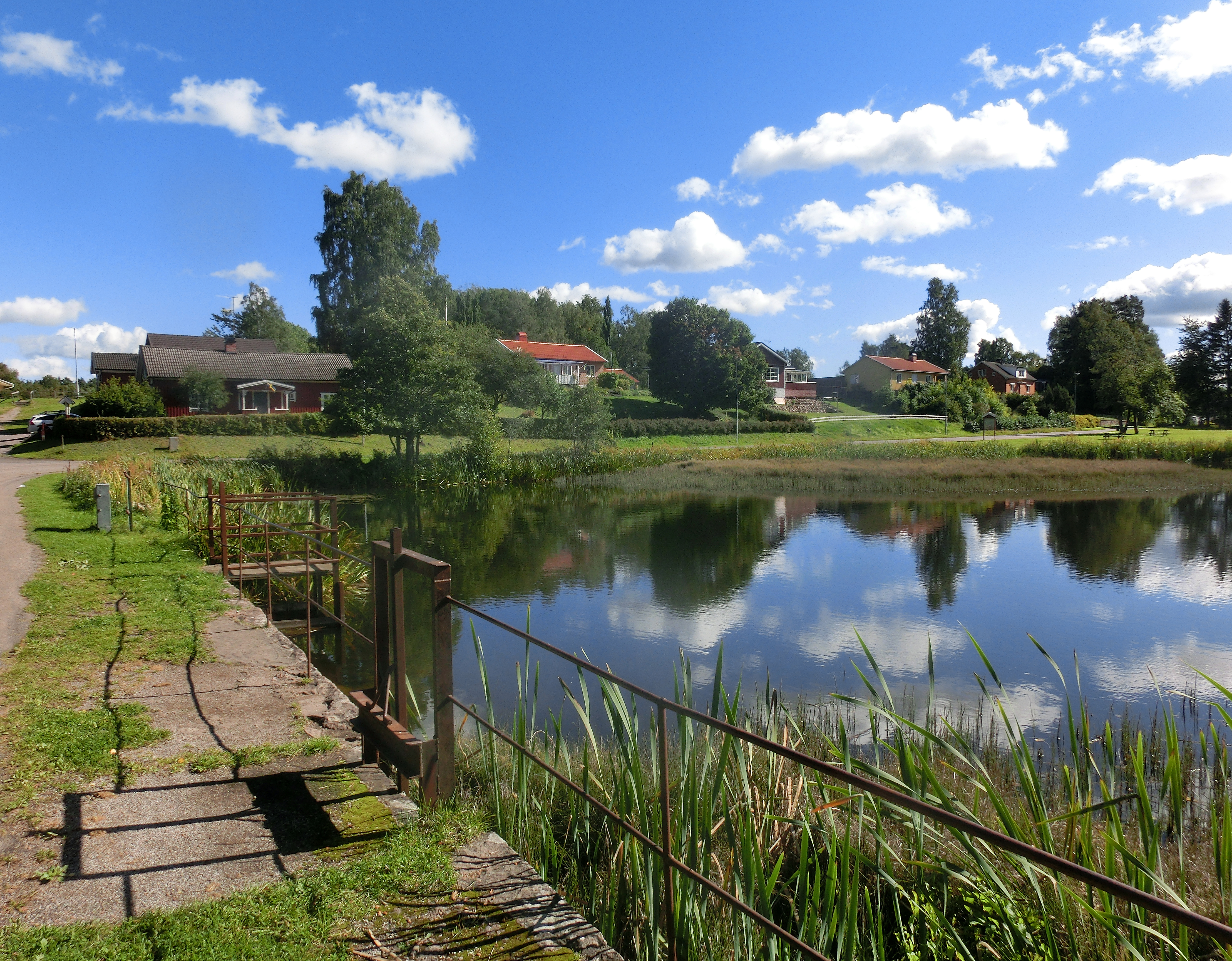
Torrevalla damm anlades kring 1645. I bakgrunden ses villaområdet Torrevalla.
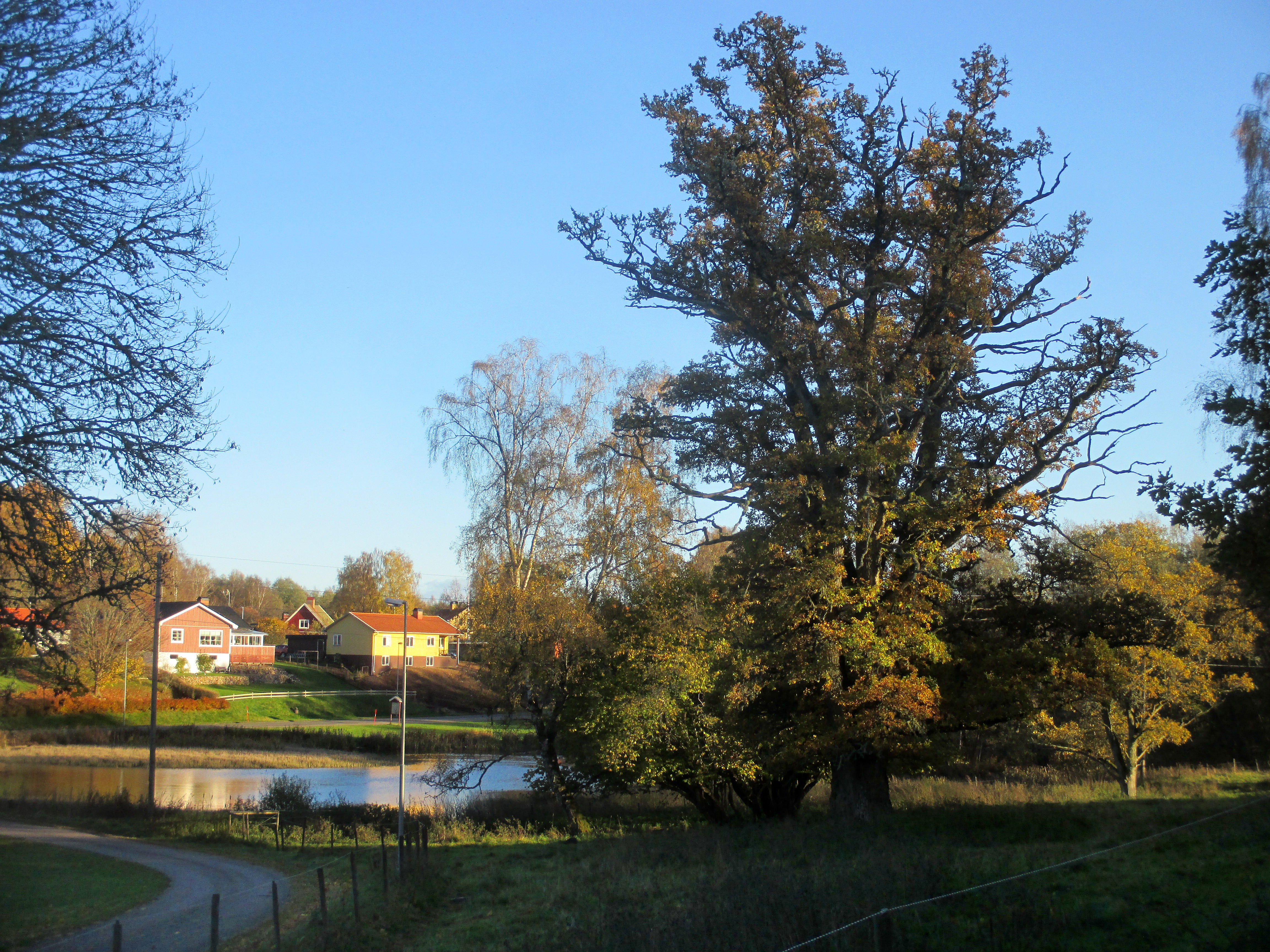
Vid denna gamla ek invid Torrevalla damm hålls årligen valborgsmässofirande.

### Väsmestorp
Väsmestorps by nämns tidigast på 1300-talet som "in Wesmanstorp". Ortnamnsforskaren Ivar Lundahl tror att namnet innehåller namnet *Västman i betydelsen "Västmanlänning". På 1600-talet bodde här  Knut Olofsson, som tog namnet Wäsenberg efter byn. Hans son överstelöjtnant Johan Wäsenberg den äldre adlades 1660 och hans sonson ryttmästare Johan Wäsenberg den yngre (1651-1684) var gift med en dotter till Carl Siggesson Rosendufva på Torrevalla. Vid Johan Wäsenbergs död 1684 upphängdes hans familjevapen i Sörby kyrka. På 1850-talet skedde två stora förändringar i Väsmestorp: Järnvägen byggdes 1857 strax söder om den gamla bytomten och laga skifte genomfördes 1851-1859 så att flera gårdar flyttade ut från den gamla bytomten.
2021 bildades Väsmestorps naturreservat, som med sina 19,3 hektar omfattar alsumpskogen utmed Storebrobäcken, ekhagen kring Getaberget och stenmurslandskapet i Väsmestorp.

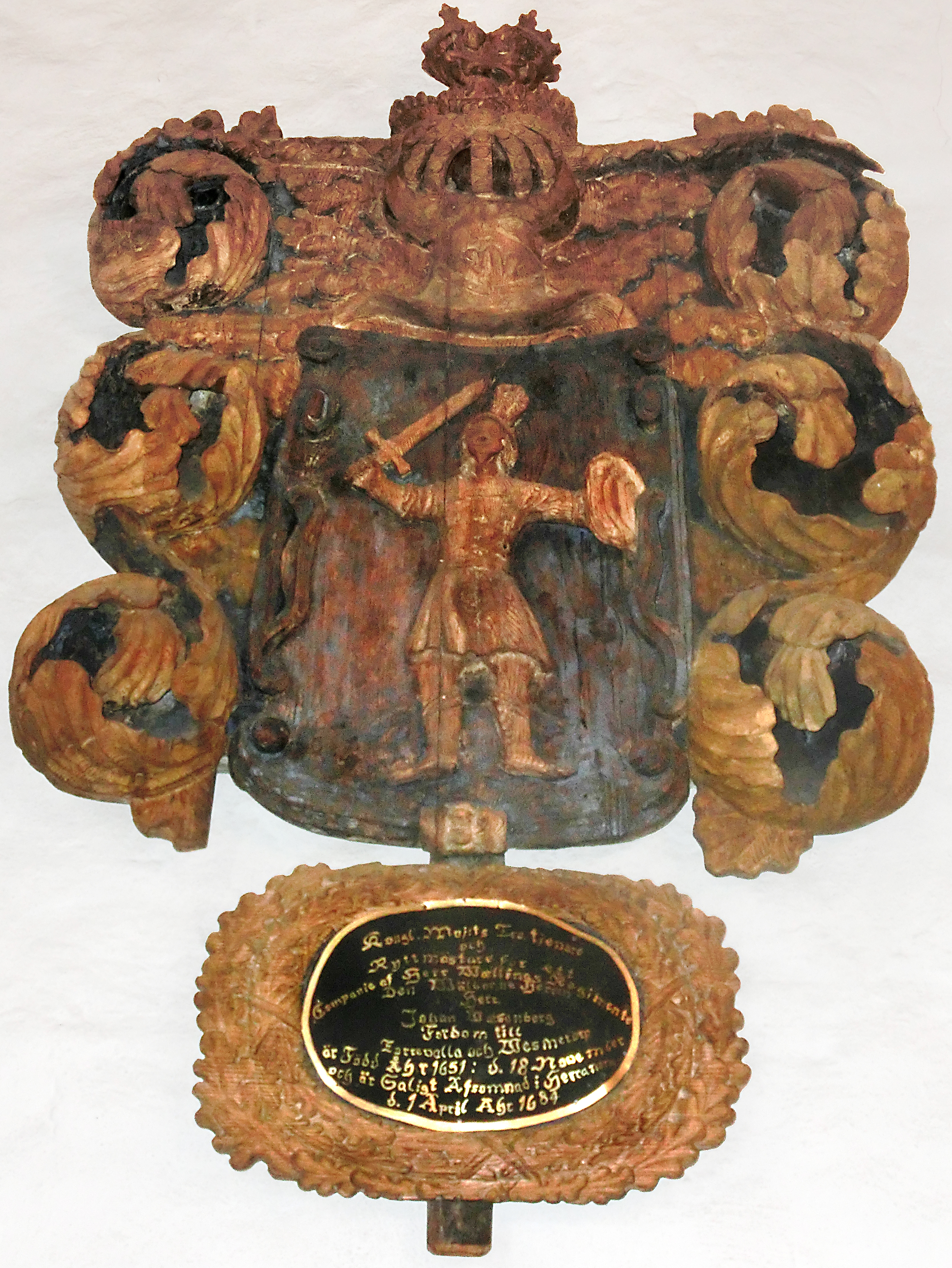
Det Wäsenbergska familjevapnet i Sörby kyrka.
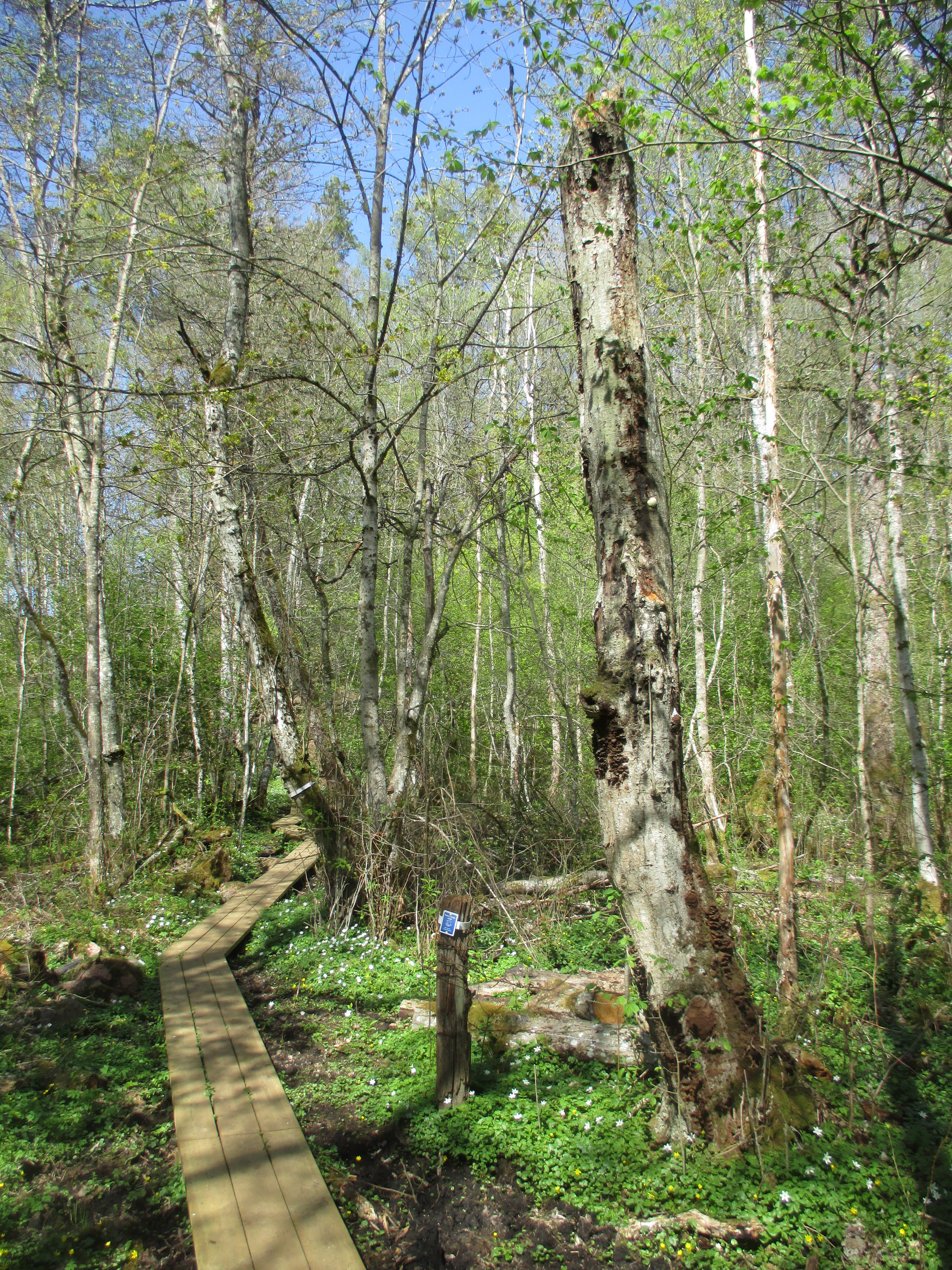
Alsumpskog i Väsmestorps naturreservat.
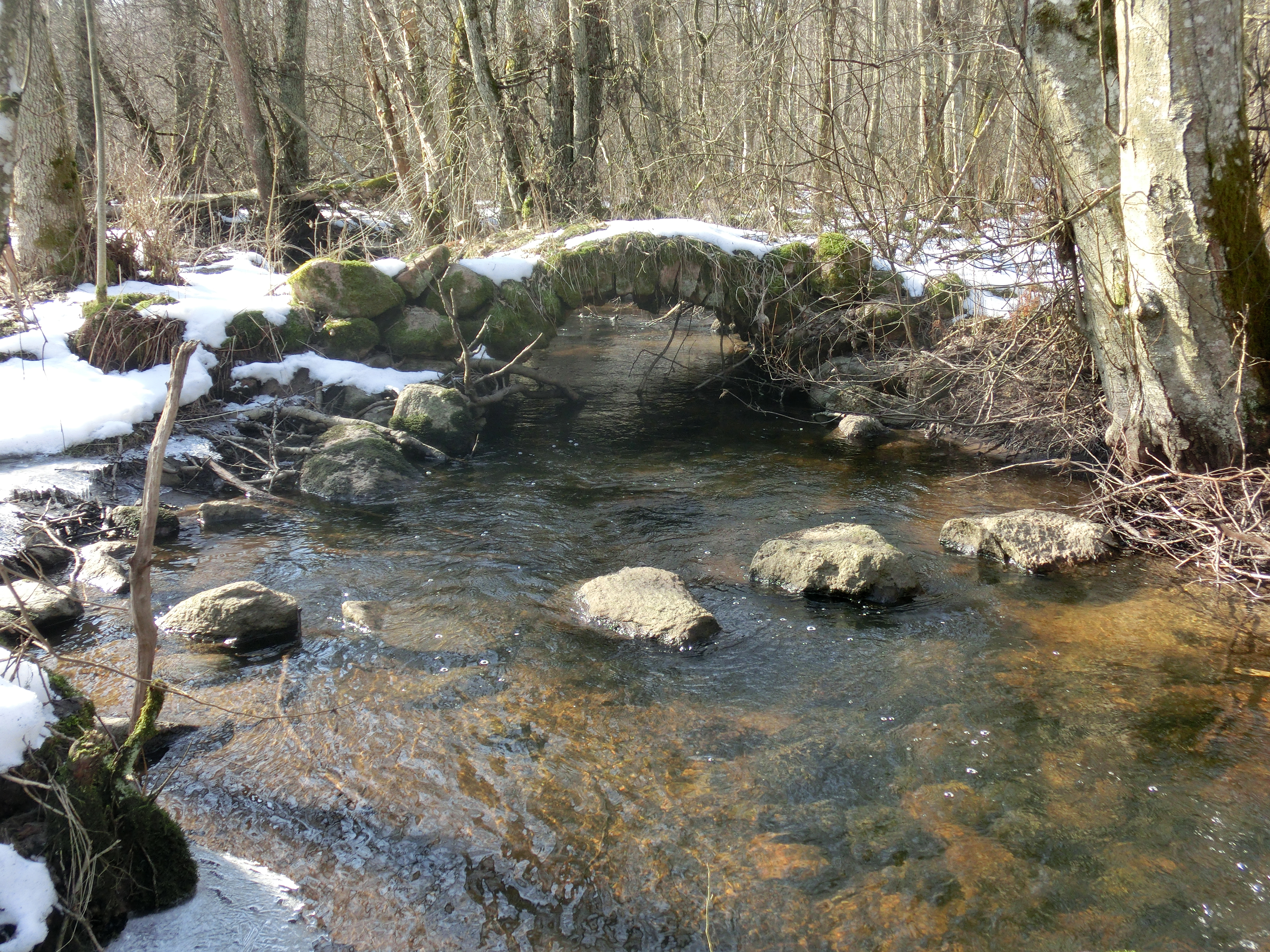
Stenvalvbro över Storebrobäcken och det äldre vadstället. Bron byggdes av Johannes "Greningen" Andersson (1839-1919).
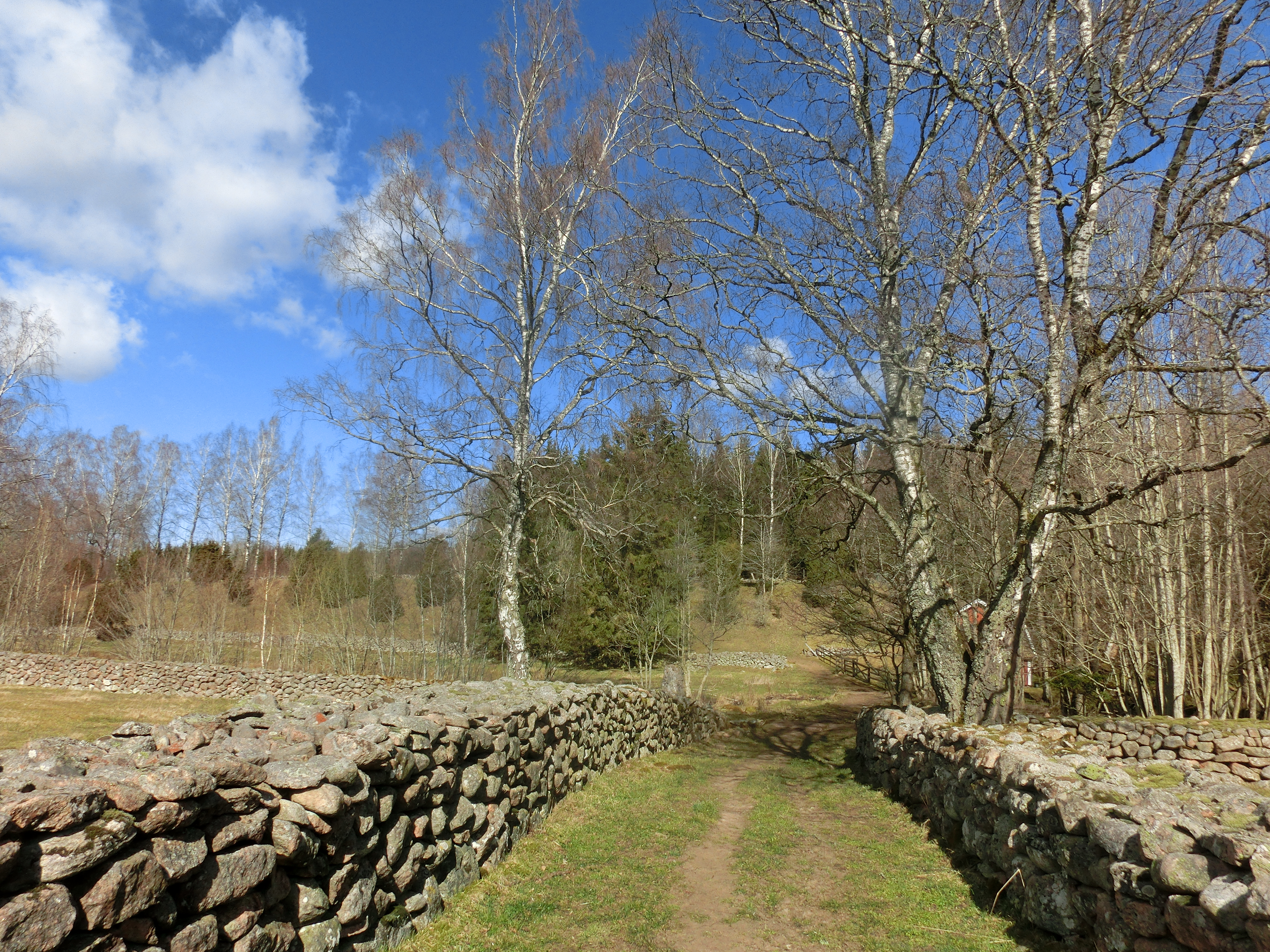
Stenmurslandskapet i Väsmestorp anlades av Erik Andersson under första delen av 1900-talet. Sedan 2021 ingår detta i Väsmestorps naturreservat.

### Sörby by
Fram till 1850-talet låg kyrkbyn samlad kring Sörby kyrka, men vid laga skifte 1857-1862 flyttades gårdarna ut från byn. Norr om kyrkbyn låg Sörby slätter, som var Sörby bys tåbebyggelse med torp och backstugor. Socknens fattigstuga låg närmast kyrkbyn.

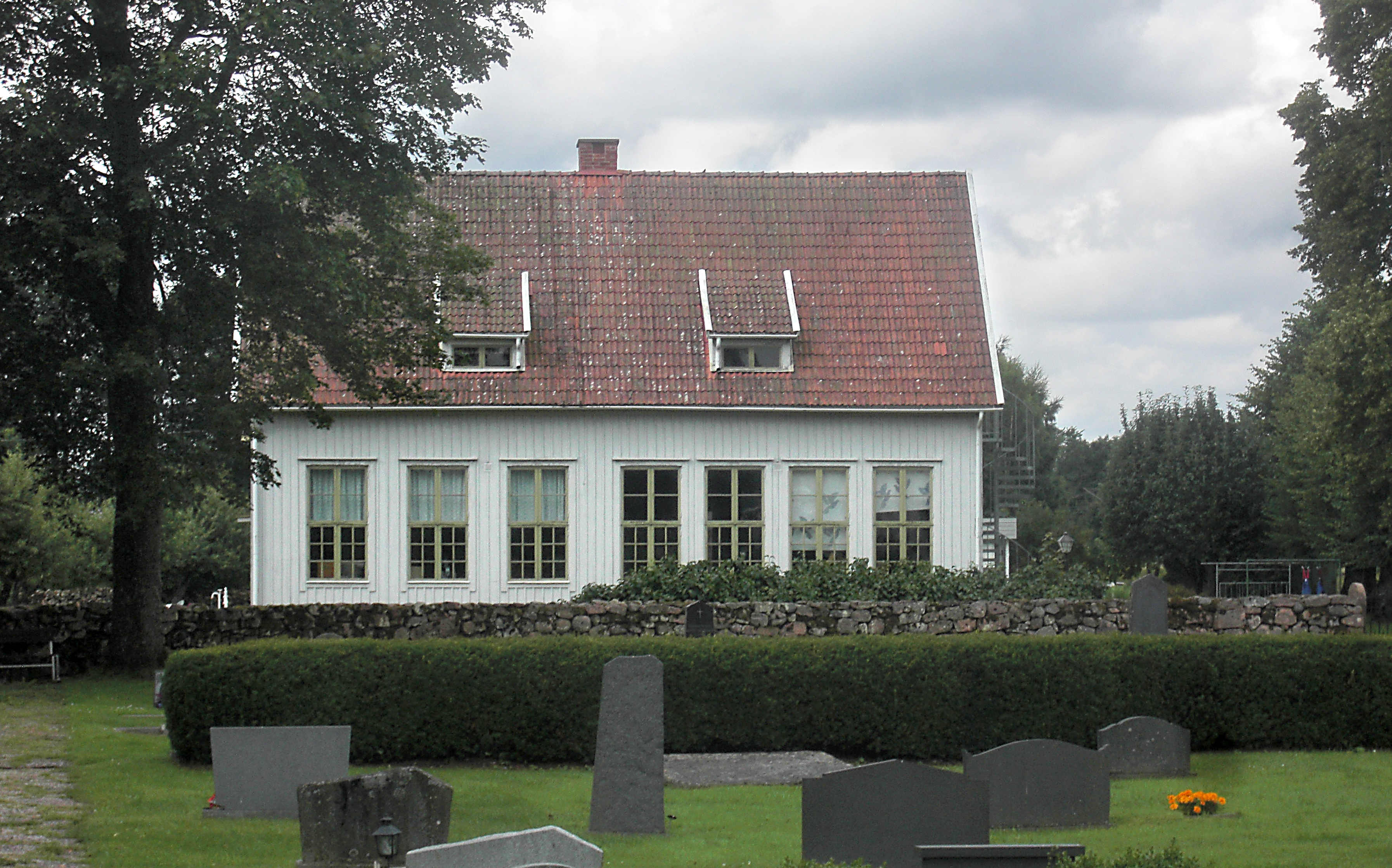
Sörby skola sedd från kyrkogården 2011. Skolbyggnaden byggdes 1923 och drevs som skola till 1975. Byggnaden revs något år efter att fotot togs.
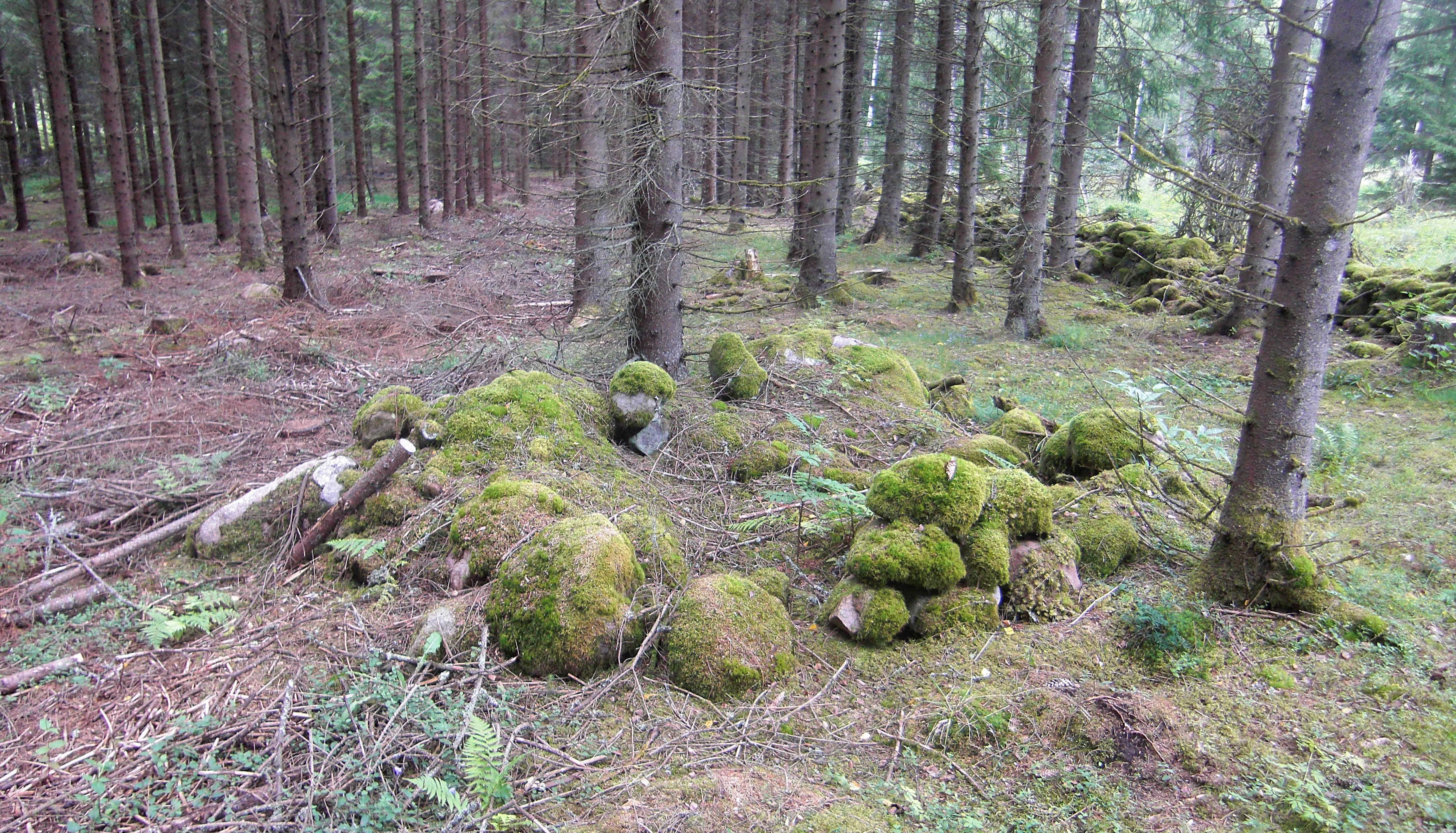
Rester efter fattigbebyggelse på Sörby slätter norr om kyrkbyn. Sörby slätter var Sörby bys tåbebyggelse.

### Torpa
I nordöstra delen av socknen utmed vägen till Gökhem ligger Torpa. Gårdarna ägdes 1405 av Bengt Thomasson-Pipa och såldes detta år såldes till riksrådet Abraham Brodersson, som i sin tur överlät dem till Gudhems kloster. Vid reformationen tillföll gårdarna Kronan och var då två hela hemman. På 1860-talet köptes Torpa från Kronan av överstelöjtnant Berndt Gustaf Stömman (1832-1913), som var chef för Vartofta kompani. Torpas corps-de-logis byggdes 1921-1922 om efter ritningar av Lars Israel Wahlman. På gårdens ägor finns den anlagda Torpasjön.

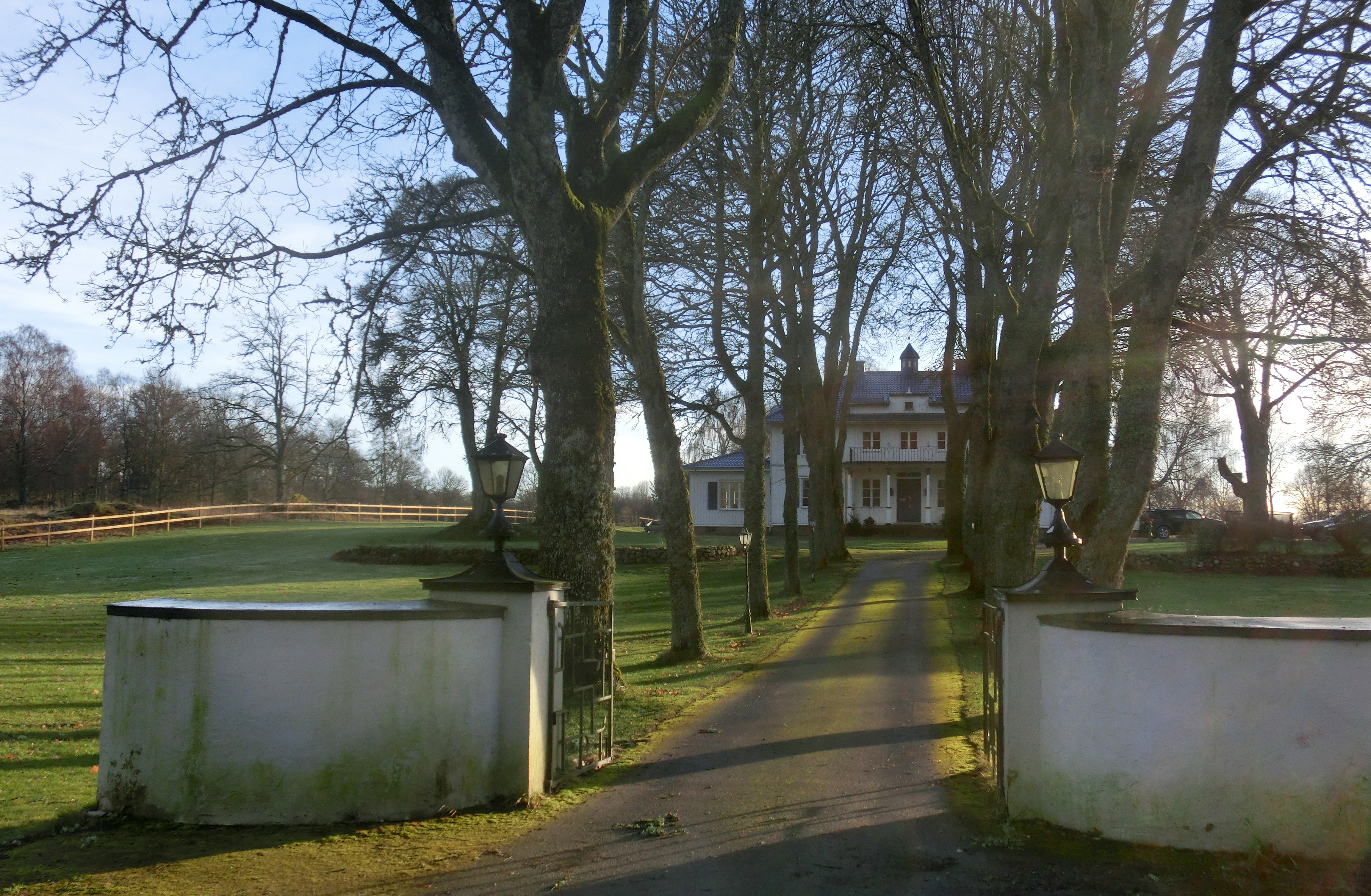
Torpa i nordöstra delen av socknen.
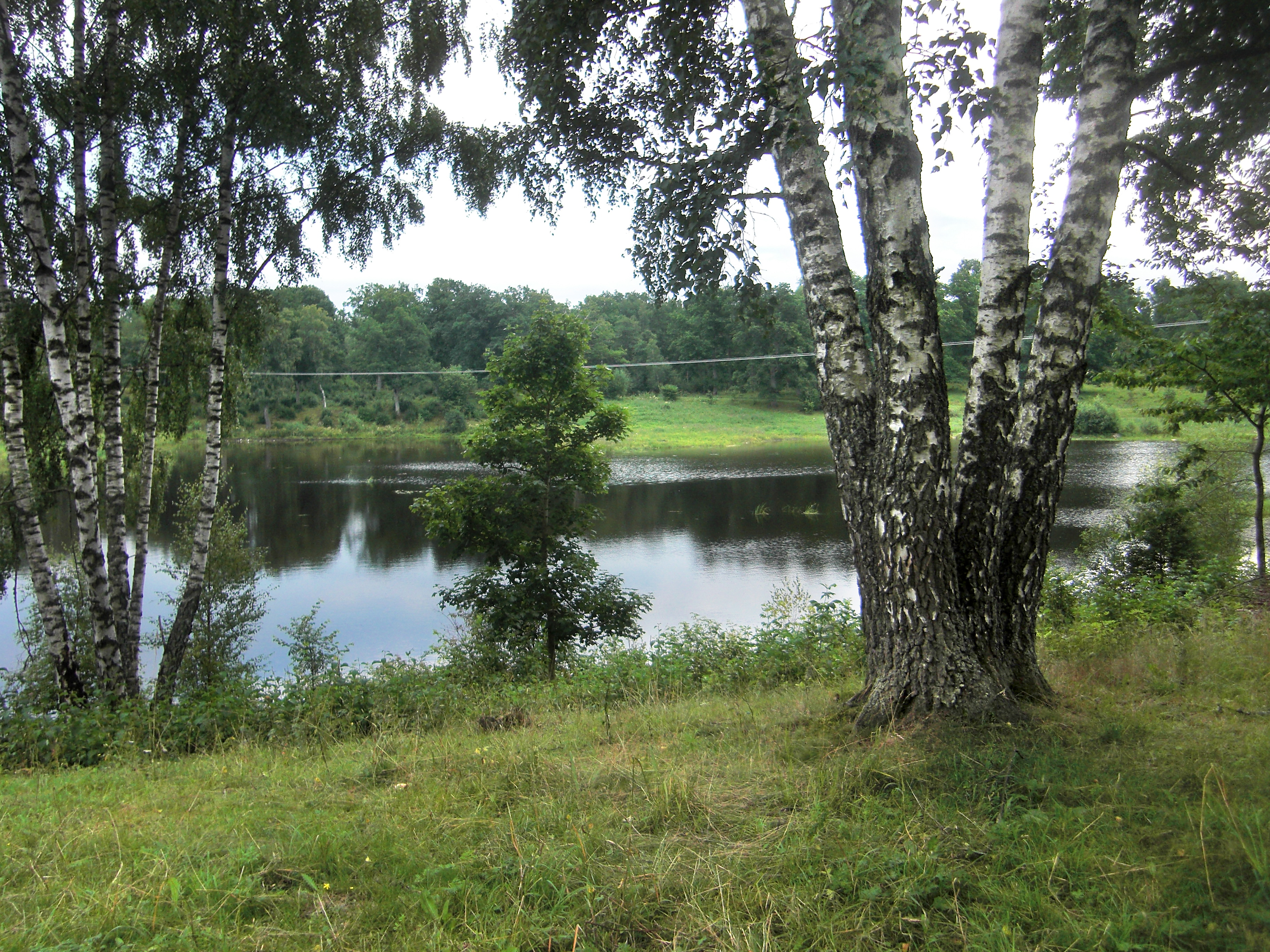
Den anlagda Torpasjön i nordöstligaste hörnet av socken.
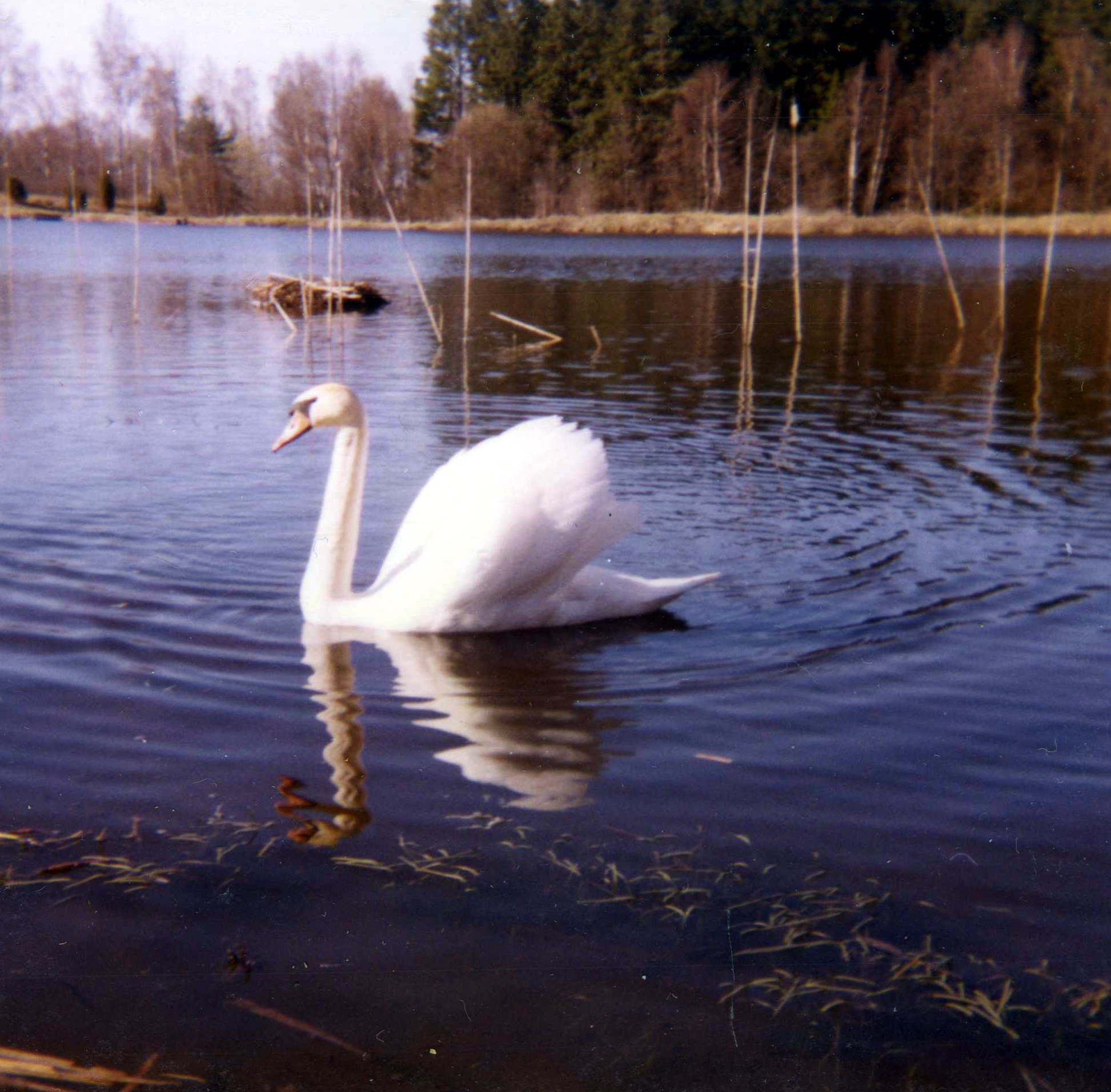
Knölsvan i den anlagda Torpasjön 1978.

### Sörby station
År 1857 drogs Västra stambanan rakt igenom Sörby by och man anlade en station strax väster om byn. Stationshuset uppfördes 1859. Redan 1868 kom man att flytta stationen två kilometer västerut till den plats där vägen mellan Floby kyrkby och Trävattna socken korsade järnvägen. Stationen kom nu att ligga i Floby socken, men det var först 1912 som stationen och det därikring uppväxta stationssamhället bytte namn till Floby. Under den senare halvan av 1900-talet har dock Floby samhälle växt så att samhällets norra och östra delar ligger i Sörby socken.